# Відергельтінген
Відергельтінген (нім. Wiedergeltingen) — громада в Німеччині, знаходиться в землі Баварія. Підпорядковується адміністративному округу Швабія. Входить до складу району Унтеральгой. Складова частина об'єднання громад Тюркгайм.
Площа — 11,61 км2. Населення становить 1448 ос. (станом на 31 грудня 2020).